# 50 Cent: Blood on the Sand
50 Cent: Blood on the Sand — відеогра для консолей PlayStation 3 і Xbox, сиквел до 50 Cent: Bulletproof.

## Ігровий процес
Гра містить піші бої, місії на транспортних засобах: переслідування на Hummer H2 та перестрілки з M134 Minigun на гелікоптері (зокрема проти боса).
Є функція «Магазин», яку можна активувати в грі, замовивши розмову по телефону у таксофонах, що сховані на кожному рівні, гроші використовуються для купівлі нової зброї, модернізації старої й вивчення прийомів рукопашного бою («Counter-Kills»). За гроші також можна розблокувати шпички (кожна оцінена за рівнями Лихослів'я, Хвастощі, XXX), що підвищують очки, отримані за вбивства.
Зброю відсортовано від 1 до 10 за критеріями Потужність, Коефіцієнт пошкодження, Точність, також надано перелік можливих доповнень (удосконалення зброї [дальність, глушники]). Гравці можуть використовувати режим «Gangsta Fire» (варіант «bullet-time» у сповільненому русі з Max Payne), щоб прибрати кількох супротивників одразу.
Кожний рівень має по 5 ворогів-мішеней (не боси), ящики із золотими злитками, які розбиті й відкриті, щоб гравець заробив гроші, предмети колекціонування: плакати (по 5 на рівень). Очки за вбивства допомагають отримати бронзовий, срібний, золотий значки G-Unit, розблокувати кращу зброю, прийоми рукопашного бою, шпички в магазині.
У 50 Cent: Blood on the Sand більше музичних треків, ніж у 50 Cent: Bulletproof (загалом 40 композицій); 50 Cent записав 18 пісень спеціально для гри. Автори музики: Swizz Beatz, Lab Ox і The Individualz. Також містить незаблоковані пісні й відео.

## Сюжет
Історія обертається навколо головного героя, репера 50 Cent. Другий гравець може обрати Тоні Єйо, Ллойда Бенкса чи DJ Whoo Kid, кожен з них спеціалізується на різних техніках бою. Другим персонажем керує комп'ютер або інший гравець онлайн через кооперативний режим.
Дія відбувається в міській зоні бойових дій у неназваній країні Близько Сходу, куди 50 Cent і G-Unit прибули, щоб виступити на реп-концерті. Після шоу промоутер Анвар не в змозі заплатити їм обіцяні $10 млн готівкою, однак після погроз іде на поступки. Проте замість грошей він дає людський череп, інкрустований діамантами та перлами (дуже схожий на череп з платиною й діамантами Демієна Герста), як заставу. Його швидко викрадає воєнізована група на чолі з терористом Камалем. 50 Cent з другом (обирає гравець) вирішує повернути череп назад за будь-яку ціну. Невдовзі вони дізнаються, що існує ворог небезпечіший, ніж Камаль.

## Відгуки
Після того, як початковий дистриб'ютор Activision об'єднався з Vivendi Games, релізи багатьох ігор, зосібна 50 Cent: Blood on the Sand, стали під загрозою. THQ придбала права на гру. Більшість оглядачів дали 50 Cent: Blood on the Sand неоднозначну оцінку, кращу, ніж у попередника. Станом на квітень 2009 наклад у США становив 56 тис. копій. У травні 2009 гра потрапила до відео «Найкращі ігри 2009 на цей момент» за версією X-Play.
| Агрегатор    | Оцінка                     |
| ------------ | -------------------------- |
| GameRankings | 71,03% (X360) 72.37% (PS3) |
| Metacritic   | 71/100 (X360) 72/100 (PS3) |

| Видання                                  | Оцінка                                |
| ---------------------------------------- | ------------------------------------- |
| 1Up.com                                  | C                                     |
| AllGame                                  | [ 10 ]                                |
| Computer and Video Games                 | 7/10 (X360)                           |
| Edge                                     | 7/10                                  |
| Eurogamer                                | 7/10                                  |
| Game Informer                            | 8/10                                  |
| GamePro                                  | [ 15 ]                                |
| GameSpot                                 | 7/10                                  |
| GameTrailers                             | 7/10                                  |
| GameZone                                 | 6.5/10                                |
| IGN                                      | 7.1/10 7.6/10 (UK) 7.5/10 (Australia) |
| Official Xbox Magazine (Велика Британія) | 7/10 (X360)                           |
| Official Xbox Magazine (США)             | 6.5/10 (X360)                         |
| Play                                     | 70% (PS3)                             |
| PSM3                                     | 7.5/10 (PS3)                          |
| X-Play                                   | (X360)                                |